# Kiều Phú (xã)
Kiều Phú là một xã ngoại thành nằm ở phía Tây thành phố Hà Nội, Việt Nam.

## Vị trí địa lý và hành chính
Xã Kiều Phú có vị trí địa lý:
- Phía Bắc giáp xã Hạ Bằng và xã Tây Phương.
- Phía Tây giáp xã Phú Cát
- Phía Nam giáp xã Phú Nghĩa
- Phía Đông giáp xã Quốc Oai và xã Hưng Đạo

## Lịch sử
Ngày 16 tháng 6 năm 2025, Ủy ban Thường vụ Quốc hội ban hành Nghị quyết số 1656/NQ-UBTVQH15 trong đó về việc sắp xếp toàn bộ diện tích tự nhiên, quy mô dân số của các xã Cấn Hữu, Liệp Nghĩa, Ngọc Liệp, Ngọc Mỹ, Tuyết Nghĩa (huyện Quốc Oai cũ), một phần của xã Quang Trung (huyện Thạch Thất cũ) thành xã mới có tên gọi là xã Kiều Phú.